# Asteroleplasma
Asteroleplasma è un genere di batterio appartenente alla famiglia delle Anaeroplasmataceae.